# Furokumarin
A furokumarinok vagy furanokumarinok a szerves vegyületek egyik csoportja, számos növény termeli őket. Bioszintézisük részben a fenilpropanoid és a mevalonát útvonalon keresztül történik, mely a dimetilallil-pirofoszfát (DMAPP) és a 7-hidroxikumarin kapcsolásával szintetizálódik.
Molekulájukban egy furán- és egy kumaringyűrű kapcsolódik össze. Ez többféleképpen is bekövetkezhet, ezért a furokumarinoknak több izomerje létezik. A két leggyakoribb alapszerkezet a pszoralén és az angelicin. Ezek származékait lineáris, illetve anguláris furokumarinoknak nevezzük.
Számos furokumarin mérgező, a növények ezeket védekezési céllal szintetizálják az állatokkal szemben. Ezen vegyületek felelősek azért, hogy a vad pasztinák és a kaukázusi medvetalp nedve a bőrt érzékennyé teszi a fényre (fitofotodermatitisz). Megtalálhatók a nagyezerjófűben is. A Bőrgyógyászati és Allergológiai Klinika szerint sok megbetegedést regisztráltak a zeller, a petrezselyem, a citrusfélék, a sárgarépa, a füge, valamint egyes ernyősvirágzatú fűfélékkel kapcsolatban is.
Más biológiai hatásuk is ismert, az emberek esetén például a bergamottin és a 6',7'-dihidroxibergamottin okozza a grépfrútlé és gyógyszerek közötti kölcsönhatást. Ezek a furokumarinok ugyanis befolyásolják bizonyos gyógyszerek szervezeten belüli lebomlását.

## Fordítás
Ez a szócikk részben vagy egészben  a   Furanocoumarin című angol Wikipédia-szócikk ezen változatának fordításán alapul.  Az eredeti cikk szerkesztőit annak laptörténete sorolja fel. Ez a jelzés csupán a megfogalmazás eredetét és a szerzői jogokat jelzi, nem szolgál a cikkben szereplő információk forrásmegjelöléseként.